# Montenois
Montenois és un municipi francès situat al departament del Doubs i a la regió de Borgonya - Franc Comtat. L'any 2007 tenia 1.520 habitants.

## Demografia

### Població
El 2007 la població de fet de Montenois era de 1.520 persones. Hi havia 512 famílies de les quals 60 eren unipersonals (32 homes vivint sols i 28 dones vivint soles), 176 parelles sense fills, 256 parelles amb fills i 20 famílies monoparentals amb fills.
La població ha evolucionat segons el següent gràfic:
Habitants censats

### Habitatges
El 2007 hi havia 552 habitatges, 529 eren l'habitatge principal de la família, 5 eren segones residències i 18 estaven desocupats. 524 eren cases i 28 eren apartaments. Dels 529 habitatges principals, 462 estaven ocupats pels seus propietaris, 59 estaven llogats i ocupats pels llogaters i 8 estaven cedits a títol gratuït; 5 tenien dues cambres, 37 en tenien tres, 138 en tenien quatre i 349 en tenien cinc o més. 448 habitatges disposaven pel capbaix d'una plaça de pàrquing. A 171 habitatges hi havia un automòbil i a 328 n'hi havia dos o més.

### Piràmide de població
La piràmide de població per edats i sexe el 2009 era:
| Homes | Edats   | Dones |
| ----- | ------- | ----- |
| 0     | 95 o +  | 0     |
| 4     | 90 a 94 | 0     |
| 4     | 85 a 89 | 0     |
| 0     | 80 a 84 | 4     |
| 4     | 75 a 79 | 8     |
| 12    | 70 a 74 | 4     |
| 12    | 65 a 69 | 24    |
| 36    | 60 a 64 | 36    |
| 28    | 55 a 59 | 12    |
| 36    | 50 a 54 | 20    |
| 52    | 45 a 49 | 32    |
| 60    | 40 a 44 | 56    |
| 56    | 35 a 39 | 64    |
| 36    | 30 a 34 | 60    |
| 20    | 25 a 29 | 28    |
| 24    | 20 a 24 | 28    |
| 28    | 15 a 19 | 48    |
| 48    | 10 a 14 | 40    |
| 60    | 5 a 9   | 40    |
| 56    | 0 a 4   | 24    |

## Economia
El 2007 la població en edat de treballar era de 1.005 persones, 785 eren actives i 220 eren inactives. De les 785 persones actives 744 estaven ocupades (400 homes i 344 dones) i 41 estaven aturades (16 homes i 25 dones). De les 220 persones inactives 72 estaven jubilades, 74 estaven estudiant i 74 estaven classificades com a «altres inactius».

### Ingressos
El 2009 a Montenois hi havia 533 unitats fiscals que integraven 1.542,5 persones, la mediana anual d'ingressos fiscals per persona era de 19.532 €.

### Activitats econòmiques
Dels 18 establiments que hi havia el 2007, 1 era d'una empresa alimentària, 3 d'empreses de construcció, 3 d'empreses de comerç i reparació d'automòbils, 1 d'una empresa de transport, 3 d'empreses d'hostatgeria i restauració, 1 d'una empresa immobiliària, 1 d'una empresa de serveis, 3 d'entitats de l'administració pública i 2 d'empreses classificades com a «altres activitats de serveis».
Dels 6 establiments de servei als particulars que hi havia el 2009, 2 eren fusteries, 1 electricista, 1 perruqueria i 2 restaurants.
Dels 2 establiments comercials que hi havia el 2009, 1 era una botiga de més de 120 m² i 1 una botiga de menys de 120 m².
L'any 2000 a Montenois hi havia 9 explotacions agrícoles que ocupaven un total de 402 hectàrees.

## Equipaments sanitaris i escolars
L'únic equipament sanitari que hi havia el 2009 era una farmàcia.
El 2009 hi havia 1 escola maternal i 1 escola elemental.

## Poblacions més properes
El següent diagrama mostra les poblacions més properes.